# John Barber
John David Barber (22 de julho de 1929 – 4 de fevereiro de 2015) foi um automobilista britânico nascido na Inglaterra. Antes da carreira nas pistas, ele foi vendedor de peixes em Londres.
Barber participou do Grande Prêmio da Argentina de Fórmula 1 em 1953 chegando em oitavo lugar.
Após disputar corridas de motos, retirou-se para viver num barco no Mar Mediterrâneo.